# Милиарный туберкулёз
Милиарный туберкулёз — острое заболевание, протекающее без выраженной предварительной лимфогенной стадии, с образованием туберкулёзных бугорков в различных органах. Развивается милиарный туберкулёз при гематогенном распространении возбудителя.
Милиарный туберкулёз наблюдается в острой и хронической форме. Острый милиарный туберкулёз протекает как тяжёлое заболевание всего организма и имеет характер тифоподобного заболевания. Хронические формы милиарного туберкулёза имеют волнообразное течение с несколькими периодами обострений и затиханий; при этом бугорки могут сливаться и прорастать соединительной тканью.
У взрослых эта форма заболевания развивается как при недавнем заражении, так и при реактивации старых гематогенных отсевов, у детей — обычно представляет собой последствие первичного туберкулёза.
В настоящее время при лечении антибиотиками милиарные формы туберкулёза перестали быть абсолютно летальными.